# André Murillo
André Christian Murillo (* 18. Mai 1990 in Bremerhaven) ist ein ehemaliger US-amerikanisch-deutscher Basketballspieler. Er spielte in Deutschland für die Hamburg Towers und die Rostock Seawolves.

## Laufbahn
Murillo, Sohn einer deutschen Mutter und eines US-Soldaten, wuchs zunächst in Bremerhaven auf. Als er zwölf Jahre alt war, zog er mit seinen Eltern nach Kalifornien. Er spielte in seiner Jugend neben Basketball auch Football, Baseball und Fußball.
Er entschied sich letztlich für Basketball als seine Hauptsportart und spielte an der El Toro High School in der Stadt Lake Forest (Kalifornien) im Süden Kaliforniens. 2008 begann er seine Collegekarriere an der ebenfalls in Kalifornien gelegenen Concordia University Irvine. Mit den „CIU Eagles“ erreichte er in den Playoffs des Hochschulverbands NAIA 2009 die Runde der letzten acht Mannschaften, 2010 kam man unter die letzten Sechzehn.
Am 25. April 2009 wurde Murillo während eines Streits auf einer Feier mit einem Messer in die Brust gestochen. Die Klinge traf den Herzbeutel, zudem wurden innere Blutungen in der Lunge festgestellt. Er lag dreieinhalb Wochen lang im Krankenhaus, davon fünf Tage auf der Intensivstation und musste sich mehreren Operationen unterziehen.
2011 wechselte Murillo an die Biola University nahe Los Angeles und stieß mit der ebenfalls den Spitznamen „Eagles“ tragenden Mannschaft in seiner ersten Saison (2011/12) in der Endrunde um die NAIA-Meisterschaft gleichfalls unter die besten Acht vor. In seiner Abschlusssaison (2013/14) verbuchte er die besten statistischen Werte seiner Universitätsbasketballkarriere (15,5 Punkte, 9,1 Rebounds, 2,1 Korbvorlagen pro Partie).
Im Juli 2014 unterschrieb Murillo bei den Hamburg Towers aus der 2. Bundesliga ProA seinen ersten Profivertrag und gehörte damit zum Aufgebot der Hanseaten in deren ersten Saison der Vereinsgeschichte. Er trug das Hamburger Trikot in 32 ProA-Spielen und erzielte durchschnittlich 4,4 Punkte sowie 1,8 Rebounds pro Einsatz.
Nach einer Spielzeit in der zweiten Liga ging Murillo zur Saison 2015/16 zu den Rostock Seawolves in die dritthöchste deutsche Staffel, die 2. Bundesliga ProB. In seiner ersten Rostocker Saison verbuchte Murillo im Schnitt 12,3 Zähler und sieben Rebounds je Begegnung. Ersteren Wert vermochte er in der Saison 2016/17 zu steigern, als er 15,8 Punkte und 6,4 Rebounds pro Spiel erzielte, ehe er im Februar 2017 die Spielzeit aufgrund einer Knöchelverletzung vorzeitig beenden musste.

### Privatleben
Am 19. Mai 2018 heiratete Murillo in Kalifornien seine langjährige Partnerin, die US-amerikanische Singer-Songwriterin und Grammy-Awards-Siegerin Tori Kelly.